# Терапијска флеботомија
Терапијска флеботомија или испуштање крви у циљу лечења која се данас ређе користи је минимално инвазивна терапијска метода  која се примењује у лечењу неколико болести. Ова релативно безбедна и ефикасна метода у исцрпљивању залиха гвожђа у телу; ефикасна је за лечење пацијената са хемохроматозом, полицитемијом и сродним стањима.Спада у најјефтинији и најефикаснији метод за уклањање вишка гвожђа код пацијената без анемије.
Испуштање крви у циљу лечења примењују за то посебно обучени практичари (флеботомисти) у болницама, користећи савремене технике венепункције. У Сједињеним Државама, према академском чланку објављеном у часопису Journal of Infusion Nursing у коме се наводе подацима из 2010. године, примарна употреба флеботомије односила се углавном на узимање крви која би се једног дана поново вратила у тело исте особе.
У већини случајева, флеботомија се данас примењује за узимање мале количине крви у дијагностичке сврхе, а када је у питању хемохроматозе, пуштање крви из вене (пункцијом вене) постала је главна опција лечења.

## Физиолошки механизми терапијске флеботомије
Као одговор на флеботомију, матичне ћелије коштане сржи се стимулишу да створе нова црвена крвна зрнца. За производњу нових еритроцита, гвожђе се транспортује у облику феритина из телесних залиха да би се створило више хемоглобина. Сходно томе, укупни ниво гвожђа код пацијената се смањује.

## Режим лечења
Генерално, факторе пацијента треба узети у обзир када се прописује режим флеботомије. Ови фактори укључују старост, пол, тежину, коморбидитете, укупно здравствено стање . Критеријуми за започињање терапијске флеботомије  наведени у доњој табели.
| Пацијенти                                      | Феритин у серуму (ng/ml) |
| ---------------------------------------------- | ------------------------ |
| Пацијенти млађи од 18 година без обзира на пол | >200                     |
| Жене                                           |                          |
| Референтни узраст, није трудна                 | >500                     |
| Референтни узраст, трудна                      | >200                     |
| Мушкарци                                       |                          |
| Млађи од 18 година                             | >300                     |

Пола јединице крви  (250 ml) може се уклонити одједном код пацијената са малом телесном масом, анемијом или срчаним или плућним поремећајима. Генерално, свака јединица крви (500 ml) која се уклони представља око 200 до 250 mg гвожђа, у зависности од квалитета хемоглобина.

### Неке од индикација и режим флеботомије
- Наследна хемохроматоза: флебоотомија се изводи недељно до  успостављања благе хипоферитинемије (феритин = 50-100 ng/ml), хемоглобин < 11 mg/dl.[6][7]
- Стечено преоптерећење гвожђем: режим флеботомије варира у зависности од етиологије.[5]
- Полицитемија вера: препоручује се флеботомија једном недељно до једном месечно док се не потроше залихе гвожђа. Предлаже се да се  ниво хематокрита одржава  на < 50%.[8][9]

## Праћење пацијената
Правилна клиничка процена и пажљиво праћење су од суштинског значаја за лечење пацијената са терапијском флеботомијом.
Серумски феритин је најпоузданији метод праћења пацијената код којиј се ппримењује терапијска флеботомија. Пацијенти са значајно високим почетним нивоима феритина који је већи од 1000 ng/ml и или са чешћим флеботомијама треба да имају контролу феритина у серуму свака 2 до 3 месеца.
Ниво хемоглобина треба проверити током сваке посете флеботомисте. Пацијенти са концентрацијом хемоглобина пре флеботомије мањом од 11  g/dl чешће имају симптоме хиповолемије и анемије. Терапијска флеботомија, када су нивои хемоглобина мањи од 11  gm/dl,, мање је ефикасна у исцрпљивању залиха гвожђа у телу. Поред тога, пацијенти са хроничном хемолитичком анемијом и преоптерећењем гвожђем можда неће добро толерисати флеботомију.
Важно је подстицати пацијенте да пију течност пре и после сваког третмана. Такође је корисно обавестити пацијенте да избегавају напорне физичке активности 24 сата након сваког третмана.

## Процедура флеботомије
Терапеутска флеботомија се изводи под медицинским надзором, обично у центру за даваоце крви, јединици за аферезу, ординацији лекара или јако ретко код куће, од стране добро обученог флеботомиста.